# Rivière Perry (Québec)
Pour les articles homonymes, voir Rivière Perry et Perry.
Ne doit pas être confondu avec Rivière Berry ou Rivière Ferry.
La Rivière Perry est un ruisseau qui conflue avec la rivière Palmer dont le courant se déverse successivement dans la rivière Bécancour, puis sur la rive-sud de l'estuaire fluvial du Saint-Laurent. La Rivière Perry coule dans les municipalités de Thetford Mines (secteur Pontbriand) et Saint-Pierre-de-Broughton, dans la municipalité régionale de comté (MRC) de les Appalaches, dans la région administrative de Chaudière-Appalaches, au Québec, au Canada.

## Géographie
Les principaux bassins versants voisins de la rivière Perry sont :
- côté nord : rivière Palmer ;
- côté est : rivière Palmer, rivière du Cinq ;
- côté sud : rivière Palmer, rivière Prévost-Gilbert, rivière Bécancour ;
- côté ouest : rivière Osgood.

La Rivière Perry prend sa source dans le 3e rang, au nord du village de Pontbriand de Thetford Mines et sur le versant nord de la "montagne du Trois" dont le sommet est accessible par le chemin des tours.
À partir de sa zone de tête, la rivière Perry coule sur environ 10 km répartis selon les segments suivants :
- vers l'est, jusqu'à la confluence d'un ruisseau coulant en parallèle (côté sud) au cours principal de la rivière ;
- vers le nord, jusqu'au pont routier du 4e rang ;
- vers le nord, en coupant la route du 3e rang, en traversant la limite municipale de Saint-Pierre-de-Broughton, jusqu'à la confluence du cours d'eau Connolly ;
- vers le nord-ouest, en passant à l'est du hameau "Custeau", jusqu'au pont routier du 15e rang ;
- vers le nord-est, jusqu'à son embouchure.

La rivière Perry se déverse sur la rive ouest de la rivière Palmer dans la municipalité de Saint-Pierre-de-Broughton. Sa confluence est située en amont d'un pont routier et en amont de la limite municipale de Saint-Pierre-de-Broughton et de Saint-Jacques-de-Leeds.

## Toponymie
Le terme Perry constitue un patronyme de famille d'origine anglaise.
Le toponyme « rivière Perry » a été officialisé le 6 octobre 1983 à la Commission de toponymie du Québec.